# Ganglion vestibulaire
Le ganglion vestibulaire (ou ganglion de Scarpa,) est le ganglion sensitif du nerf vestibulaire branche du nerf vestibulocochléaire.
Il est situé à l'intérieur du méat acoustique interne.
Le ganglion contient les corps cellulaires des neurones bipolaires qui sont en contact synaptique avec les  cellules ciliées du système vestibulaire : cellules ciliées des crêtes ampulaires des canaux semi-circulaires et de la macula de l'utricule et de la saccule.
La partie supérieure du ganglion reçoit le nerf utriculo-ampullaire, le nerf utriculaire, le nerf ampullaire antérieur et le nerf ampullaire latéral.
La partie inférieure reçoit le nerf ampullaire postérieur et le nerf sacculaire.
C'est un relais sensitif pour les réflexes lié à l'équilibre et pour le réflexe vestibulo-oculaire.
À la naissance, il est déjà proche de sa taille définitive.